# Jacques Lizot

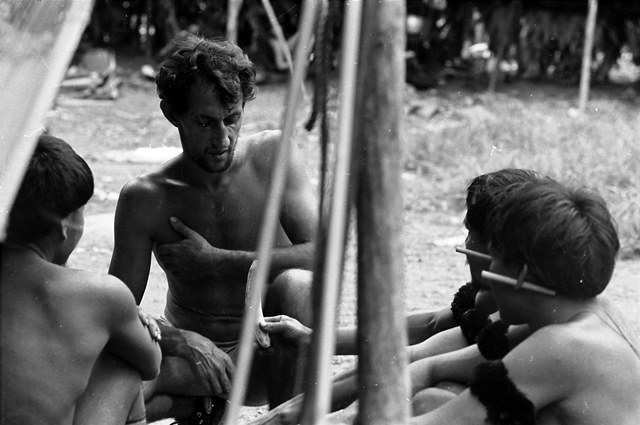
Jacques Lizot bei den Yanomami (2005)

Jacques Lizot (* 11. Februar 1938 in Montreuil; † 22. Juni 2022 in Marokko) war ein französischer Anthropologe, Ethnologe und Linguist.

## Leben
Lizot war ein Schüler Claude Lévi-Strauss’. Zwischen 1968 und 1992 lebte er bei den Yanomami. Als er sich nach seiner Rückkehr 1993 als „Ausländer“ in seinem Heimatland Frankreich fühlte, entschied er sich, seinen Schwerpunkt von der Anthropologie auf die Linguistik zu verlagern und studierte die arabische Sprache.
In Patrick Tierneys im Jahr 2000 erschienenen Buch Darkness in El Dorado werden die Forscher Napoleon Chagnon, James V. Neel, Kenneth Good und Lizot angegriffen und es wird behauptet, Jacques Lizot habe Buben sexuell missbraucht. 2004 wurden diese Anschuldigungen nach Untersuchungen der American Anthropological Association (AAA) als falsch dargestellt, jedoch 2010 in José Padilhas Film Missbrauch im Urwald (Secrets of the Tribe) von betroffenen Yanomami wiederholt.
2004 veröffentlichte Lizot ein Wörterbuch zu der Sprache der Yanomami.

## Bibliographie
- Lexique yanomami-français, Laboratoire d’Anthropologie Sociale, 1970.
- Les Indiens Yanomama et la raison des Blancs, Critique, 1970.
- Compte rendu de mission chez les Indiens yanomami, L’Homme X, 1970.
- Réponse au professeur Ettore Biocca, Critique, 1971.
- On Reductionism in Cultural ecology, Current Anthropology, 1973.
- El Hombre de la pantorilla preñada y otros mitos yanomami, Fundación La Salle de Ciencas Naturales, Caracas, 1975.
- Diccionario Yanomami-Español, Universidad Central de Venezuela, Facultad de Ciencas Económicas y Sociales, 1975.
- Alliance or Descent: Some Amazonian Contrasts, Man, 1975.
- Le Cercle des Feux, Le Seuil, Collection Recherches Anthropologiques, 1976.
- Proyecto para la Escuela Intercultural Bilingüe del Alto Orinoco (con José Bortoli), Malaca, 1977.
- On Food Taboos, Current Anthropology, 1978.
- Société primitive et subsistence, Libre, 1978.
- La agricultura yanomami, Anthropologica, Fundación La Salle de Ciencas Naturales, Caracas, 1980.
- El sistema fonológico del Yanomami central (con Marie-Claude Mattéi-Muller), Boletín Indigenista Venezolano, 1981.
- Les yanomami centraux, Cahiers de l’Homme, Editions de l’Ecole des Hautes Etudes en Sciences Sociales, 1984.
- No Patapi Tehe – En tiempos de los antepasados, Vicariato Apostólico de Puerto Ayacucho, 1989.
- Introducción a la lengua Yanomami. Morfología, Vicariato Apostólico de Puerto Ayacucho, UNICEF, 1996.
- Yanomami thë kahiki ãhã, textos Yanomami recogidos por Jacques Lizot, Escuela Intercultural Bilingüe del Alto Orinoco, Vicariato Apostólico de Puerto Ayacucho-UNICEF, 1996
- Yanomami thë pë wayamou / Discursos Ceremoniales, Puerto Ayacucho, Vicariato Apostólico, UNICEF 1997.
- Diccionario enciclopédico de la lengua Yanomami, Vicariato Apostólico de Puerto Ayacucho, 2004.

## Interview
- Les chamans Yanomami, 3 avril 1970 (Vidéo Ina. Portrait de l'univers) (en ligne).